# Lari Basilio
Lari Basilio (* 23. Juni 1988 in Sao Paulo) ist eine brasilianische Gitarristin und Komponistin.

## Werdegang
Mit vier Jahren begann sie Orgel zu spielen, mit acht Jahren Gitarre.
Ihr Vater war Anwalt, und sie wurde ebenfalls Anwältin, bevor sie sich ganz der Musik zuwandte. Sie nannte Andy Timmons und John Mayer als ihre Lieblingsgitarristen.
2011 veröffentlichte sie ihre EP Simply, Lari Basilio in Zusammenarbeit mit Felipe Andreoli, dem Bassist der brasilianischen Band Angra. Ihr zweites Werk, die CD and DVD The Sound of My Room erschien im August 2015.
2019 wurde sie von Joe Satriani eingeladen, an der G4 Experience teilzunehmen. Sie spielte mit Joe Satriani, Vinnie Colaiuta und Leland Sklar und gibt auch Konzerte in Europa.
Ihr Bruder ist ebenfalls Gitarrist.

## Rezeption
Der Rolling Stone würdigte Basilio 2023 im Beitrag 5 Gitarrensoli, die uns den Glauben an die Rockmusik zurückgeben:

„Lari Basilio ist seit einiger Zeit ein aufkommender Stern am Gitarrenhimmel - ihr Spiel ist virtuos und mitreißend, aber stets melodiös und nachvollziehbar. Ein gutes Beispiel hierfür ist ihr Song „All To You“, auf dem sie mit zwei legendären Mitmusikern - Vinnie Colaiuta am Schlagzeug und Leland Sklar am Bass -  zu hören ist...“

Lari Basilio gewann die Kategorie Instrumental beim Samsung E-Festival.

## Diskografie
- 2011: Simply, Lari Basilio[2]
- 2015: The Sound of My Room (CD, DVD)[12]
- 2019: Far more[13]
- 2022: Your love[14]
- 2025: Redemption[15]

## Ibanez Signature Model
Der Gitarrenbauer Ibanez gibt das Signaturmodell Lari Basilio LB1 heraus – auch in ihrer Lieblingsfarbe Violett. Das Modell ist eine an der Telecaster orientierte Gitarre, die eines der meistverkauften Signaturmodelle ist.